# Osiedle Nad Zalewem (Szydłowiec)

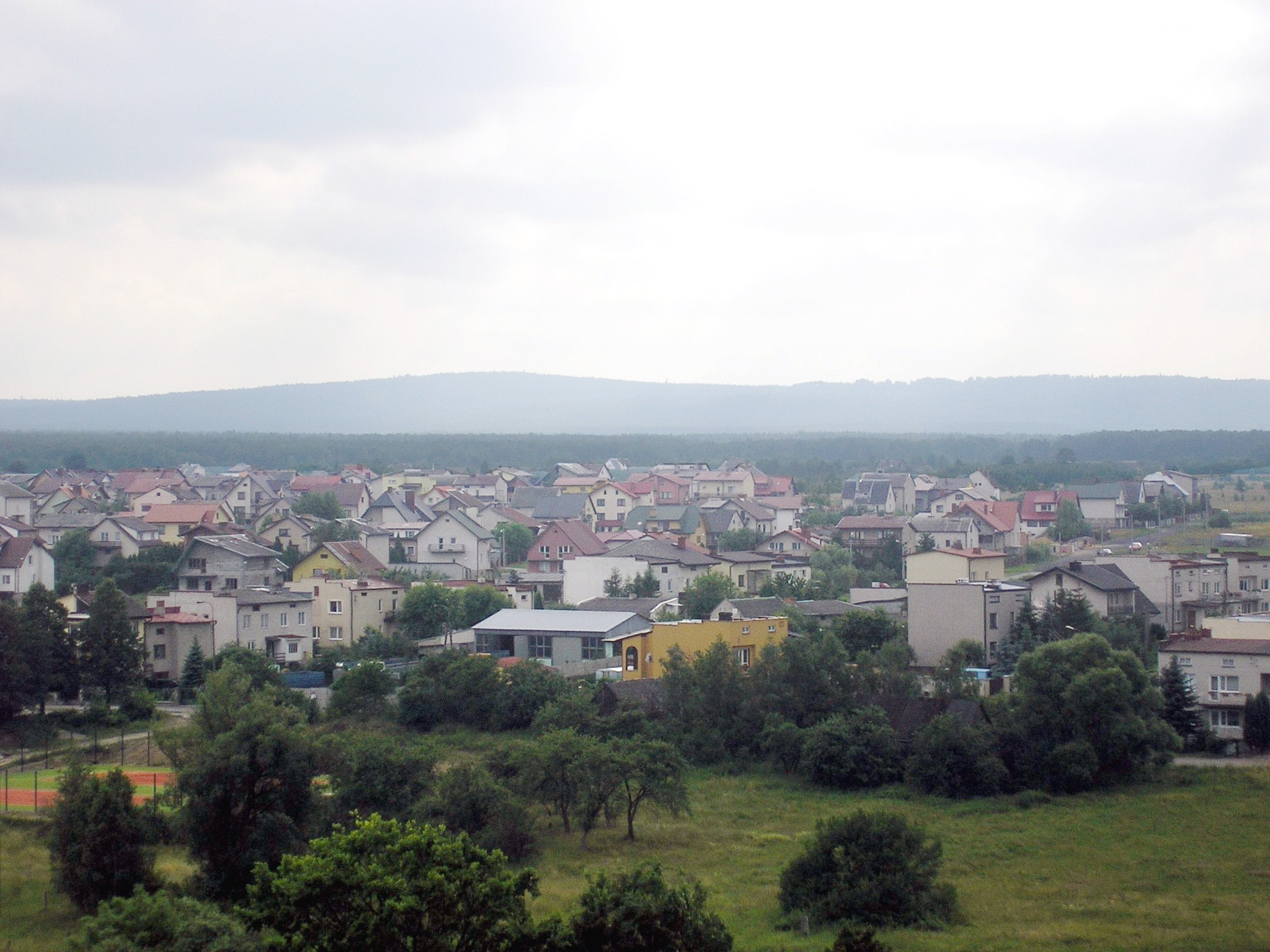
Widok na Osiedle Nad Zalewem z wieży ratuszowej, w tle wzgórze Altana

Osiedle Nad Zalewem, zwane również Działkami-Zalew czy Osiedlem przy Zalewie – osiedle Szydłowca, położone w południowo-zachodniej części miasta. 
Składa się z ulic: Folwarcznej od rzeki Korzeniówki, Górnej – część wschodnia, Partyzantów, Sportowej, Kusocińskiego, Parkowej, Spacerowej, Witosa, Jagiellończyka, Kochanowskiego, Sikorskiego, Mickiewicza, Żeromskiego oraz Sobieskiego.
Osiedle zostało założone w latach siedemdziesiątych XX wieku, jako osiedle domków jednorodzinnych. Wcześniej na terenie osiedla były łąki, pastwiska i tereny piaszczyste, z wyjątkiem ulicy Górnej, przy której znajdowało się kilka domów. Intensywna rozbudowa osiedla nastąpiła w latach 1980–1990. Osiedle Nad Zalewem jest największym osiedlem domków jednorodzinnych w Szydłowcu. 
Na terenie osiedla ulokowany jest Szydłowiecki Ośrodek Sportu i Rekreacji "Zalew" na którym znajduje się kąpielisko, czynne od 1 lipca do 31 sierpnia oraz korty tenisowe. W 2008 roku wybudowano kompleks nowoczesnych boisk sportowych Orlik 2012. Wokół zalewu rozciąga się park z różnymi gatunkami drzew i niewielka plaża. Nad brzegiem zalewu znajduje się muszla koncertowa, na której odbywają się liczne festyny. 